# Fedaí
Fedaí (fem. fedaïna, pl. fedaïns, fedaïnes; de l'àrab فدائي, fidā'ī) és una paraula que literalment significa ‘que se sacrifica per alguna causa’ i amb ella s'han designat al llarg de la història diversos grups de combatents, principalment àrabs.
La paraula és el participi del verb àrab فدى, fadà que significa ‘mostrar adhesió’. En el seu ús més habitual designa aquell que combat o lluita per raons polítiques, raó per la qual s'acostuma a traduir per milicià, combatent, escamot, etc. Ve a ser la versió laica del mot mujahidí, ja que aquest presenta unes connotacions religioses que no té el primer.
El seu ús en català procedeix de Palestina, atès que és el nom amb què es designen a si mateixos els combatents de les diferents organitzacions palestines, excepte les islamistes que, com s'ha dit, utilitzen el terme mujahidí.
Els veterans de la guerra d'independència d'Algèria són anomenats mujahidí i fedaí indistintament.

## Fedaïns
- Comandant Azzedine